# 園田佐登志

左から園田佐登志(ギター) / 西村 卓也(ベース) / 本山正明(チェロ)

園田 佐登志（そのだ さとし、1954年 -　）は、日本のギタリスト、DJ、映像作家、フィールド・レコーディスト。別名：昼間○助、葉月成美。
明治大学・現代の音楽ゼミナール（通称：現音ゼミ）主宰。1970年代後半の東京のアンダーグラウンド・シーンの重要人物、サブ・カルチャーの立役者でもある。

## 来歴
現在の熊本県熊本市東区に生まれる。父親は国立熊本病院に勤める医師で、3人兄弟の兄2人が国立大学に進学する環境のなか少年時代を過ごす。
熊本市立帯山中学校時代、渡辺仁という転校生が園田の前に現れる。中学では同級、高校と大学では別だったが、音楽を通じて交流を持っていた。地元の商科大学の付属高校に通いフォークソング系のクラブに入り、はっぴいえんどの曲をコピーするなどしていた。
また、その仲間とは高校2年のとき、修学旅行のための貯金を切り崩して「中津川フォークジャンボリー」や、ピンク・フロイドが出演したフェスティバル「箱根アフロディーテ」を観に行く。
一浪して明治大学文学部に進み、作詞作曲研究会に所属する。当時はソニー・シャーロックやデレク・ベイリー、ポール・コゾフ、ジミ・ヘンドリックスが好きな音楽青年でもあった。園田は「作詞作曲研究会は明治大学の和泉校舎でした。3年になると駿河台校舎に移るんです」と述べている。
1976年5月、明治大学内に「現代の音楽ゼミナール」を発足させる。園田は浜野純との出会いについて次のように述べている。
1977年晩夏、山崎春美・大里俊晴・浜野純が「現代の音楽ゼミナール」で合流し、最後のハードロックバンド「ガセネタの荒野」（後のガセネタ）を明治大学で結成する。園田はバンドの録音協力や演奏場所の提供など、ガセネタ初期の活動を小沢靖と共に陰で支えた。こうした背景から、ガセネタ初期のライブやスタジオ録音の大半は、園田が場を提供した明治大学和泉校舎で行われた。
1978年には「現代の音楽ゼミナール」を発展解消する形で「Free Music Space」（通称：FMS）を以下のように開催した。
- 1978年1月22日 -「Free Music Space 1」
- 1978年2月21日 -「Free Music Space 2」（Free Music Party）
- 1978年3月19日 -「Free Music Space 3」
- 1978年4月14日 -「Free Music Space 4」
- 1978年5月13日 -「Free Music Space 5」

1978年9月14日には、ガセネタ＋園田佐登志の即興バンド「アナルキス」（山崎春美＋大里俊晴＋園田佐登志＋浜野純＋佐藤隆史）を吉祥寺マイナーにて臨時編成し、ギターやリードボーカルをとる。
園田はアナルキスについて次のように述べている。
1975年から1990年頃にかけて、イベントやコンサートの他、レクチャー、DJ、CD制作、ノイズ・ミュージック試論執筆、海外のラジオ局への音源提供、日雇い労働者への支援活動などを断続的におこなった。また1990年から1994年頃にかけて、写真やビデオによる視覚・映像作品、インスタレーションなどを集中的に制作する（公募展では3回入選）。
以降、都内のパートなど不安定雇用労働者で作る労働組合（組合員数2500）に関わり、役職を多数務めるかたわら、思い出したように表現活動をおこなう。
2008年以降は、篠田昌已のライヴパフォーマンスを撮影編集した『篠田昌已 act 1987』の全国上映、ガセネタの10枚組BOX『ちらかしっぱなし-ガセネタ in the BOX』への音源提供、DVD『Maher Shalal Hash Baz / 腰くだけの犬』監修、ネットでのフライヤー・アーカイヴ「椅子物語」の作成、工藤冬里『tori kudo tapes』（10CD-R）などの企画もおこなっている。
ガセネタのベーシスト・大里俊晴は「かくも緩んだ脳味噌」「あのどこまでも脳のボタンをかけ違えた」人物と園田を描写した。

## ディスコグラフィ

### アルバム
- 『Early Works of Satoshi Sonoda 1977→1978 Memories of Yasushi Ozawa』

PSFレコード PSFD-186 (2009年)
園田佐登志の初期ライブ音源集。不失者のベーシストだった故小沢靖と一緒に演奏したややプログレ風の「夕暮れ暗夜そして夜明け」「Poly－Perfrmance（ポリパフォーマンス）」「すべてはもえるなつくさのむこうで」では艶やかなギターだけではなく歌も披露し、三上寛のカヴァー「しょんべんだらけの湖」や「untitled」「むすんでひらいて」は山崎春美らとプレイ。
- （曲目リスト）
  - 01：夕暮れ暗夜そして夜　02：Poly-Performance (ポリパフォーマンス)　03：すべてはもえるなつくさのむこうで　04：しょんべんだらけの湖　05：untitled　06：むすんでひらいて　07：Collective Sound Events

- 『耳抜き Mimi-Nuki - Secondary Works of Satoshi Sonoda 1982〜1989』

PSFレコード PSFD-203 (2012年)
不失者のベーシスト・小沢靖追悼盤『Early Works of Satoshi Sonoda 1977→1978 Memories of Yasushi Ozawa』続編。
参加ミュージシャン：阿世知省吾, 秋田昌美、池田篤、石田孝、伊地知一子、上中恭、大熊ワタル、大友良英、貴田薫、木村真哉（ルナパーク・アンサンブル）、工藤冬里、黒田京子、香村かをり、クロマルトン、芝井直実、島田康雄、冷水ひとみ、杉本真弓、園田佐登志、西村卓也（Che-SHIZU)、藤井博通、松井亜由美、村田陽一、本山正明（不失者の初期のメンバー）、吉村安見子、天沼ロリー（ルナパーク・アンサンブル）
- （曲目リスト）
  - 1. Noise Rose、2. Yumbo/ユンボ、3. The Painted Bird、4. Sound Event、5. 朝と昼と、6. シダ/Shida、7. Summer Landscape、8. 耳抜き/mimi-nuki、9. Funeral